# Leszek Cichoński

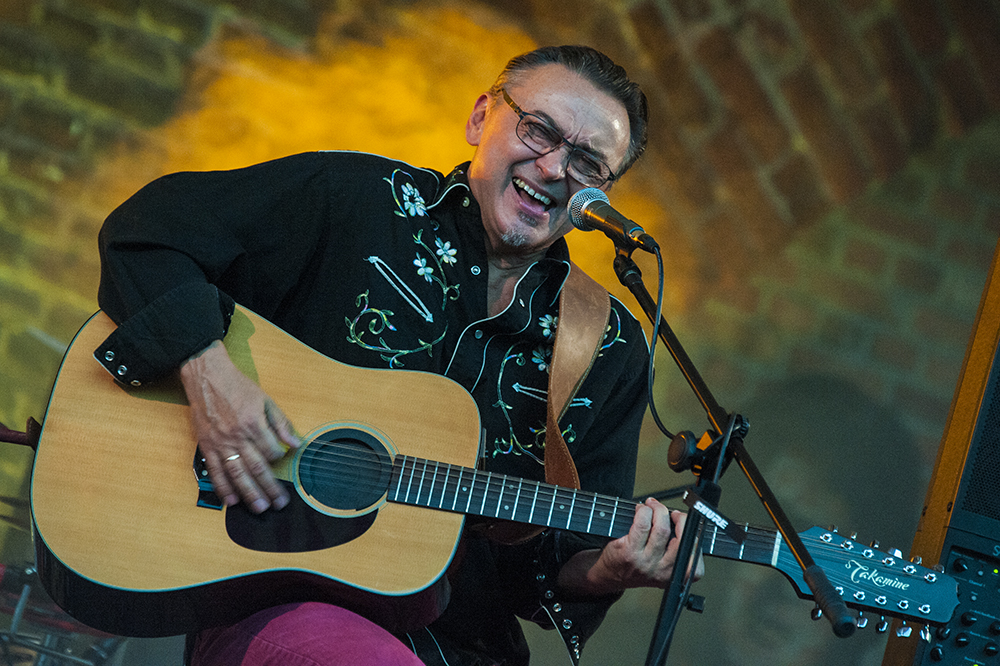
Leszek Cichoński na scenie 4. Festiwalu im. Krzysztofa Klenczona w Pułtusku w lipcu 2016

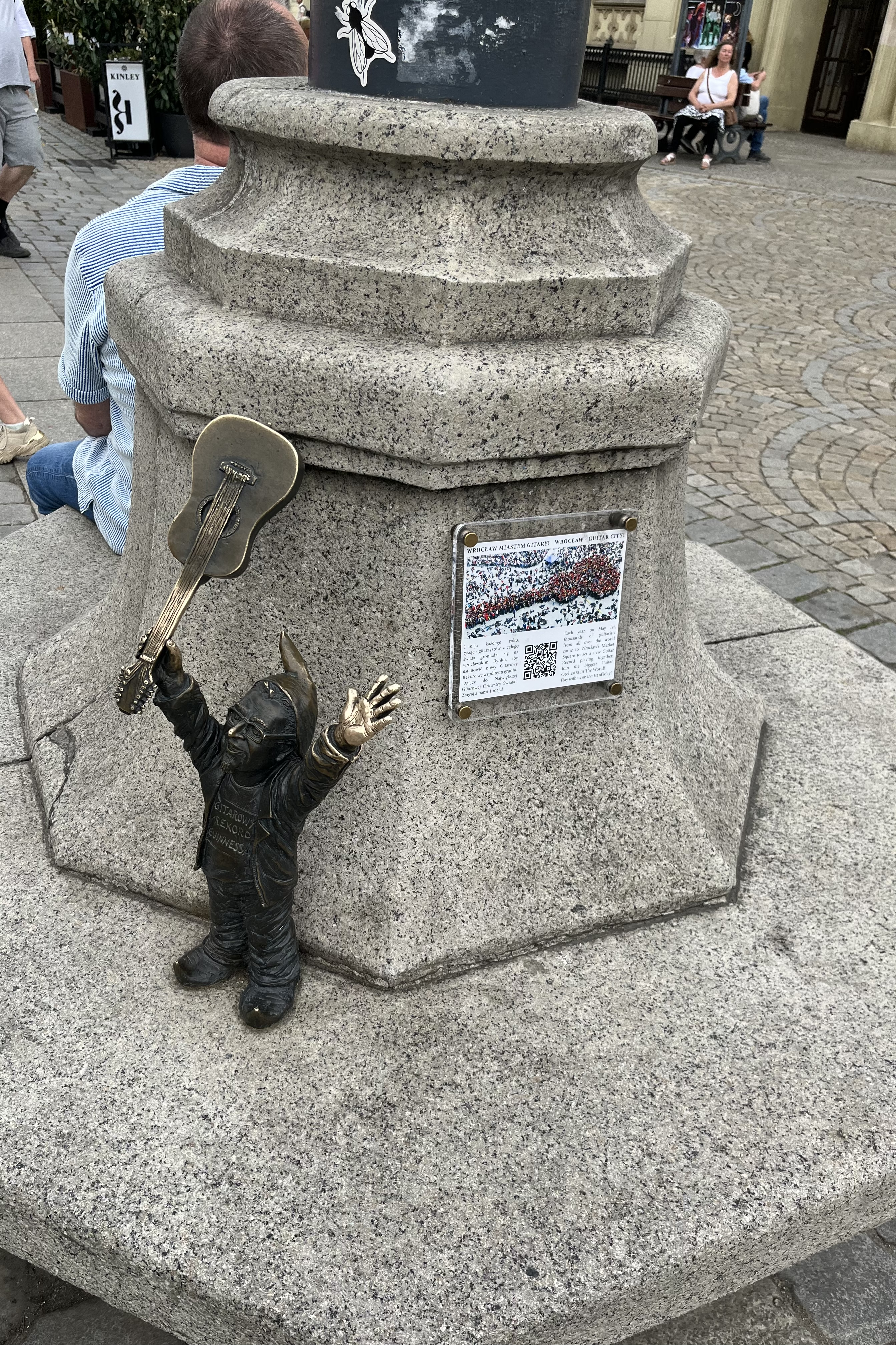
Wrocławski krasnal Leszko na placu Gołębim

Leszek Cichoński (ur. 25 listopada 1957 we Wrocławiu) – polski gitarzysta blues-rockowy, wokalista, kompozytor i aranżer. Autor podręczników dla gitarzystów i programów edukacyjnych w TVP,  wykładowca warsztatów muzycznych.  Twórca Thanks Jimi Festival we Wrocławiu poświęconego Jimiemu Hendriksowi, w ramach którego bity jest Gitarowy Rekord Świata i  Rekord Guinnessa. Autor kursów do nauki gry na gitarze „Blues – Rock Guitar Workshop” i „Gitarowe ABC”. Członek Akademii Fonograficznej ZPAV, oraz Stowarzyszenia Autorów ZAiKS. Wykładowca warsztatów muzycznych między innymi w Bolesławcu, Brodnicy (Camping Muzyczny), w Sczawnicy (Muzyczna Owczarnia).

## Kariera
Debiutował na profesjonalnej scenie w zespole CDN (wraz z Pawłem Kukizem) podczas imprezy Rock na Wyspie w 1981 roku. W 1982 roku podczas występu na Festiwalu w Jarocinie, grupa została uwieczniona w dokumencie Jarocin ’82.
Grał z wieloma zagranicznymi artystami takimi jak Kenny Carr, John Jaworowicz, Carlos Johnson, Tony McPhee, Pistol Pete, Stan Skibby, John Tucker oraz występował na największych festiwalach bluesowych na świecie m.in. Monterey Bay Blues Festival w Kaliforni i Narooma Blues Festival w Australii.
W roku 1992 założył zespół Blues – Rock Guitar Workshop (w latach późniejszych Guitar Workshop) w skład którego weszli: Włodzimierz Krakus, Jerzy Styczyński i Jerzy Piotrowski. Przez wiele lat działalności z grupą współpracowali m.in. Anika, Qbek, Michał Czwojda, Artur Dutkiewicz, Marek Kapłon, Wojciech Karolak, Jerzy Kwinta, Kuba Majerczyk, Andrzej Pluszcz, Andrzej Ryszka, Robert Szydło, Andrzej Waśniewski. Obecnie trzon Guitar Workshopu tworzą: Tomasz Grabowy, Robert Jarmużek i Łukasz Sobolak.
Od 2003 roku w maju, na Rynku we Wrocławiu, Wielka Gitarowa Orkiestra pod dyrekcją Leszka Cichońskiego wykonuje utwory Hendrixa w ramach „Thanks Jimi Festival”. Jednym z haseł imprezy jest ustanowienie rekordu Guinnessa w zbiorowym graniu przeboju Hendrixa „Hey Joe”. W 2019 roku zagrało razem 7423 gitarzystów – co jest oficjalnym Światowym Rekordem Guinnesa zatwierdzonym przez komisję WGR w Londynie. Wynik ten został we Wrocławiu już kilkukrotnie pobity i aktualny rekord z 2025 roku wynosi: 8122 gitary.

## Nagrody i wyróżnienia
- w 2022 r. (2022.12.14) został uhonorowany srebrnym Medalem „Zasłużony Kulturze Gloria Artis”[4].
- W 2017 r. (2017.03.07)[5] został odznaczony brązowym Medalem „Zasłużony Kulturze Gloria Artis”.
- W 2017 r. na cześć L. Cichońskiego powstał krasnal nazwany: „Leszko z Wrocławia” (jest on prezentem dla muzyka od prezydenta Rafała Dutkiewicza i mieszkańców miasta. Figurka stoi naprzeciw ratusza na wrocławskim rynku, twarzą skierowana w stronę sceny, gdzie co roku (z wyjątkiem okresu związanego z pandemią Covid-19) bity jest Gitarowy Rekord Guinnessa[6].
- W 2014 r. w plebiscycie Guitar Award 2014 L. Cichoński został wybrany najlepszym polskim gitarzystą bluesowym.
- W 1994 r. został uhonorowany przez dziennikarzy muzycznych radiowej Trójki nagrodą im. Marii Jurkowskiej – za popularyzację edukacji muzycznej wśród młodzieży[7].

## Dyskografia

### Płyty autorskie
| wykonawca, zespół                  | rok  | tytuł                                            | wytwórnia     | uwagi dodatkowe |
| ---------------------------------- | ---- | ------------------------------------------------ | ------------- | --- |
| Leszek Jam Session                 | 1991 | Blues – Rock Guitar Workshop (MC - kaseta audio) | Midi-Max      | z udziałem: Jerzy Piotrowski, Jerzy Styczyński, Włodzimierz Krakus |
| Leszek Cichoński & Friends         | 1996 | Blues-Rock Guitar Workshop Live                  | Midi-Max      | z udziałem: Andrzej Pluszcz, Zbigniew Lewandowski, Dariusz Kozakiewicz, Janusz Skowron, Carlos Johnson, Grzegorz Skawiński, Wojciech Garwoliński, Jerzy Kaczmarek, Sławomir Wierzcholski                                                                                             |
| Leszek Cichoński feat. Stan Skibby | 2001 | Thanks Jimi                                      | Tomi          | z udziałem: Włodzimierz Krakus, Andrzej Ryszka |
| Leszek Cichoński                   | 2008 | Płyta The Best of Studio & Live (CD+DVD)         | Polskie Radio | Wydawnictwo opublikowane z okazji jubileszu 50 urodzin artysty, oraz 25 lat na scenie. Nominacja do nagrody muzycznej - Fryderyk. |
| Leszek Cichoński                   | 2011 | Sobą gram (CD+LP)                                | Luna Music    | Płyta nominowana do nagrody muzycznej - Fryderyk. Nagrana z udziałem: Tomasz Grabowy, Łukasz Sobolak, Robert Jarmużek, Łukasz Łyczkowski, Jorgos Skolias, K. Mirowska, M. Krautwurst                                                                                                 |
| Leszek Cichoński & Friends         | 2021 | Thanks Jimi Symphonic                            | Luna Music    | Płyta nominowana do nagrody muzycznej - Fryderyk. Nagrana z udziałem: Wojciech Buliński, Malford Milligan, Jorgos Skolias, Robert Jarmużek, Tomasz Grabowy, Orkiestra Symfoniczna Filharmonii Narodowego Forum Muzyki im. Witolda Lutosławskiego we Wrocławiu; dyrygent Jerzy Kosek. |

### Współpraca muzyczna z filmem
| Tytuł filmu      | rok  | uwagi dodatkowe |
| ---------------- | ---- | --- |
| Crimen           | 1988 | Serial tv, współpraca dźwiękowa |
| Powrót do Polski | 1988 | Film historyczny, współpraca dźwiękowa |
| Słodko gorzki    | 1996 | Film fabularny Władysława Pasikowskiego, Leszk Cichoński zagrał partie gitarowe w utworze tytułowym: "Słodko-Gorzki" z wokalnym udziałem R. Olbrychskiego |

### Kompilacje
- Hey Jimi – Polskie gitary grają Hendrixa (2008, Agora S.A.)